# Estádio do Restelo
O Estádio do Restelo está localizado em uma zona nobre da cidade de Lisboa na freguesia de Belém. Construído num local onde antes era uma pedreira, numa encosta de onde é possível ver o rio Tejo, o recinto foi inaugurado a 23 de setembro de 1956, sendo propriedade do Clube de Futebol Os Belenenses. Atualmente possui uma capacidade de 19 856 espectadores sentados, sendo parcialmente coberto em três bancadas.

## História
Primeiro façamos uma breve retrospectiva dos antepassados locais do Estádio do Restelo, onde o Belenenses tinha a sua casa.
Quando decidiu erguer o novo estádio, o Belenenses era já uma coletividade de singular grandeza no panorama desportivo nacional; e, como desde cedo a sua ambição de edificar um recinto para albergar os jogos havia sido um dos seus principais objetivos, o Belenenses decidiu apostar em um dos mais emblemáticos e pioneiros recintos da primeira metade do Século XX: as Salésias.
Devido à súbita e inesperada afluência de curiosos, adeptos aguerridos e propriamente novos jogadores, cedo tomaram o novo «campo», contíguo às Terras do Desembargador (anexo ao espaço do antigo mercado) — onde o extinto Sport Lisboa jogava, e onde o Belenenses treinou por escasso tempo — para instalar a primeira sede. Nascia assim o Campo do Pau de Fio.
Porém, uma vez que o Campo do Pau de Fio não reunia as condições próprias, o Belenenses passou a realizar os jogos oficiais em campo emprestado: o Estádio do Lumiar.
Porém, uma coligação de clubes representados na Associação de Futebol Lisboa levou esta a determinar que os clubes deveriam possuir as suas próprias instalações e o próprio estádio. Entre os visados estavam o Belenenses e o Casa Pia, as equipas lisboetas mais prestigiadas. O Casa Pia não demorou muito até inaugurar um campo cedido pela própria Associação, a que se chamou «Campo do Restelo» (Note-se que este Campo do Restelo ficava junto à parte ocidental das traseiras do Mosteiro dos Jerónimos, não coincidindo com qualquer parte do que viria a ser o complexo do Estádio do Restelo).
Todavia, perante o imbróglio de não poder jogar no seu próprio estádio e em Belém, o Belenenses colocava a hipótese de apresentar o Campo do Pau de Fio como campo próprio. Até que a 15 de dezembro de 1926 foi finalmente estabelecido um acordo, sob os auspícios do Ministério das Finanças.

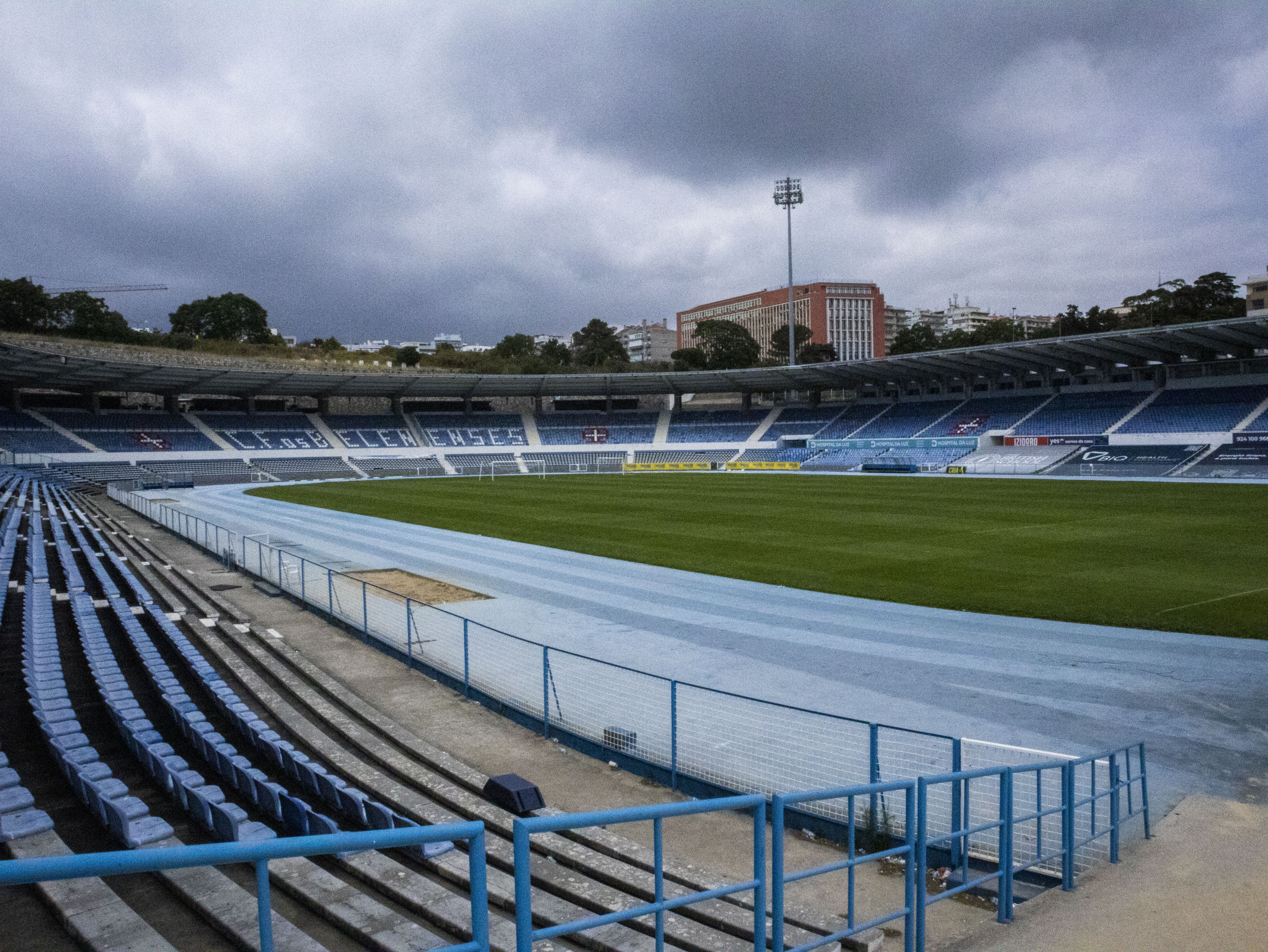
Bancadas, pista de atletismo e relvado do Restelo.

O grande dia chegou no ano seguinte; o Belenenses inaugura as Salésias a 29 de janeiro de 1928, num encontro com o Carcavelinhos para o campeonato de Lisboa.
Devido à construção deste monumento ao futebol e também às elevadas rendas que tinha que pagar à CML, o Belenenses viu-se envolvido em dívidas que não podia suportar. Foi devido a esses endividamentos que alguns anos depois o estádio passou a ser propriedade da Câmara Municipal de Lisboa, pagando o Belenenses aluguer para a sua utilização. Estes encargos diminuíram a capacidade competitiva do clube.
Mais tarde, e após um grande movimento dos sócios e adeptos dos clubes, quer dentro e fora do país (grande destaque para os adeptos residentes no Brasil), o Estádio voltaria a pertencer ao clube.
Em 21 de junho de 1931 foram inauguradas bancadas em cimento armado, obra pioneira que os outros grandes clubes haveriam de esperar vários anos para ter igual (as suas bancadas eram ainda feitas de madeira). As melhorias nas Salésias, contudo, multiplicavam-se qual recrudescida reacção perante a adversidade. Entretanto, o clube passou a nomear as Salésias por Estádio José Manuel Soares, em memória de uma das lendas de maior relevo do futebol português, «Pepe».
No final da década de 30, o Estádio José Manuel Soares era a «sala de visitas» do futebol português. Era, com toda a naturalidade, a «casa» da Seleção Nacional. E em 25 de junho de 1939 coube-lhe nova e grande honra: jogou-se ali a primeira final da Taça de Portugal (vencida pela Académica de Coimbra).
Ainda em 1940, a pista de atletismo foi beneficiada e o Belenenses chegou a acordo com a Associação de Atletismo de Lisboa para que todas as suas provas oficiais se passassem a realizar exclusivamente no Estádio José Manuel Soares.

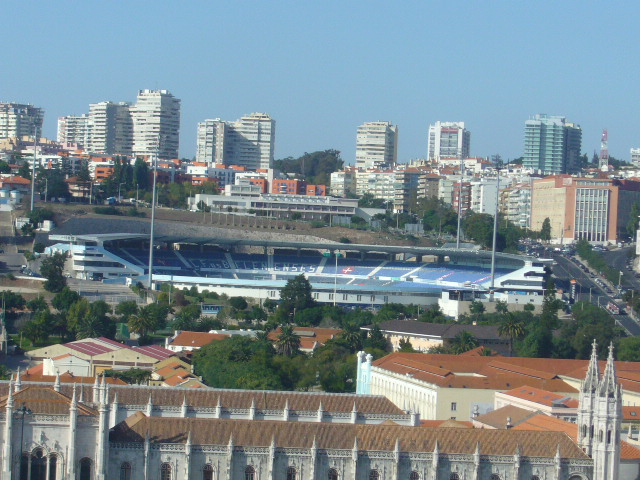
Construção envolvente ao Estádio.

Em maio de 1946, quase em simultâneo com a conquista do Campeonato Nacional de futebol, o Clube remeteu à Câmara Municipal de Lisboa um pedido de autorização para efetuar melhorias no complexo, onde se incluía a construção de um ginásio coberto. A resposta da edilidade chegou através de despacho publicado no Diário Municipal, no dia 17 de junho seguinte. A Câmara Municipal de Lisboa notificou o Belenenses de que só poderia dispor das instalações desportivas das Salésias por mais seis anos, findos os quais teria de abandoná-las. Pouco depois veio a saber-se qual era a real intenção da Câmara Municipal: dar passo à urbanização da zona.
Dessa resolução, seguiram novas atribulações para a construção do novo estádio: quando, como e onde?
Em troca, a CML cedeu ao Belenenses um terreno marcado a negro no mapa de Lisboa, uma pedreira!, local onde seria construído o Estádio do Restelo.
No início do século XXI, o estádio foi remodelado, cobrindo-se o Topo Norte, o que estava previsto desde a inauguração. Poucos anos antes, a Câmara de Lisboa impediu o clube de fazer um novo estádio, mais adaptado aos novos tempos.
No jogo de inauguração, o Belenenses venceu o Sporting Clube de Portugal por 2–1 e, dois dias depois, no 1º jogo noturno, para estrear a iluminação, venceu por 2–0 o Stade de Reims, que poucos meses antes tinha sido finalista da Taça dos Clubes Campeões Europeus de 1955–56. No 1º jogo oficial, o Belenenses venceu o Vitória Futebol Clube (Setúbal) por 5–1, uma vitória expressiva.

## Concertos, Festivais e outros Eventos
O Estádio do Restelo foi o primeiro estádio em Portugal a receber um espetáculo musical (concerto da banda inglesa The Police em 1980) e, ao longo dos anos, palco de numerosos concertos, destacando-se bandas como os Xutos & Pontapés (entre eles, o concerto dos 30 anos de carreira), Queen + Paul Rodgers, AC/DC, Pearl Jam (que incluiu a gravação de um álbum ao vivo), James (banda), The Smashing Pumpkins, Radiohead. Em 2019, após alguns anos de interregno nos espetáculos musicais, aconteceram os concertos dos Metallica e Slipknot.
Neste estádio tiveram também diversos festivais como o Super Bock Super Rock, Festival Panda e Portugal ao Vivo - 20 anos.
A 10 de maio de 1991, aquando da visita do Papa João Paulo II a Portugal, foi celebrada uma missa pelo Sumo pontífice à qual assistiram mais de 100 000 pessoas, havendo no estádio uma placa evocativa dessa celebração.
Em 2014, foi palco da final da Liga dos Campeões de Futebol Feminino da UEFA de 2013–14, entre o VfL Wolfsburg e o Tyresö FF da Suécia, tendo os alemães vencido por 4–3, perante um público de 11 217 espectadores.
Em 2019, foi palco de um jogo de futebol feminino solidário, entre Sport Lisboa e Benfica e Sporting Clube de Portugal, com mais de 15 000 espectadores nas bancadas, oque estabeleceu um novo recorde de assistência num jogo de futebol feminino em Portugal.

## Maior enchente de todos os tempos
O Belenenses divulga que a maior enchente de todos os tempos no Restelo antes das reformas de modernização teria sido de 60 000 espectadores, na vitória do Belenenses sobre o Benfica por 4–2, em 12 de outubro de 1975.

## Ligação externa
- Revista CAMISOLA AZUL, especial sobre os 65 anos do Estádio do Restelo.